# كسوف الشمس 13 يوليو 2075
سيحدث كسوف حلقي للشمس يوم السبت 13 يوليو 2075. يحدث كسوف الشمس عندما يمر القمر بين الأرض والشمس، وبالتالي يحجب صورة الشمس كليًا أو جزئيًا عن مشاهد على الأرض. يحدث الكسوف الحلقي للشمس عندما يكون القطر الظاهري للقمر أصغر من قطر الشمس، مما يحجب معظم ضوء الشمس ويتسبب ذلك في ظهور الشمس وكأنها حلقة. يظهر الكسوف الحلقي على شكل كسوف جزئي فوق منطقة من الأرض يبلغ عرضها آلاف الكيلومترات.
كسوف حلقي سيعبر أوروبا و‌روسيا. ستشهد ثماني عواصم أوروبية كسوفًا سنويًا: موناكو، سان مارينو، ليوبليانا، زغرب، فيينا، براتيسلافا، بودابست و‌موسكو. بالنسبة لموسكو سيكون هذا أول كسوف مركزي منذ عام 1887. تشمل المدن الأوروبية الكبيرة الأخرى (غير العواصم) التي سيشهد فيها الكسوف الحلقي (برشلونة، مارسيليا، جنوة، غراتس، لفيف، نيجني نوفغورود و‌كيروف).

## كسوفات أخري ذات الصلة

### كسوف الشمس 2073-2076
قالب:Solar eclipse set 2073–2076
هذا الكسوف هو جزء من سلسلة فصل دراسي. يتكرر الكسوف في سلسلة فصل دراسي من الكسوف الشمسي كل 177 يومًا تقريبًا و 4 ساعات (فصل دراسي) في العقد المتناوبة من مدار القمر.
| 122 | February 7, 2073 [الإنجليزية] Partial | 127 | August 3, 2073 [الإنجليزية] Total  |
| 132 | January 27, 2074 [الإنجليزية] Annular | 137 | July 24, 2074 [الإنجليزية] Annular |
| 142 | January 16, 2075 [الإنجليزية] Total   | 147 | كسوف الشمس 13 يوليو 2075 Annular   |
| 152 | January 6, 2076 [الإنجليزية] Total    | 157 | July 1, 2076 [الإنجليزية] Partial  |

### ساروس 147
قالب:Solar Saros series 147
ساروس 147 الشمسي يتكرر كل حوالي 18 سنة و 11 يومًا، ويحتوي على 80 حدثًا. بدأت السلسلة بكسوف جزئي للشمس في 12 أكتوبر 1624. وله كسوف حلقي من 31 مايو 2003 إلى 31 يوليو 2706. لا توجد كسوفات كاملة في هذه السلسلة. تنتهي السلسلة عند العضو 80 ككسوف جزئي في 24 فبراير 3049. سيكون أطول كسوف حلقي في 21 نوفمبر 2291 في 9 دقائق و 41 ثانية.
| Series members 17–27 occur between 1901 and 2100: | Series members 17–27 occur between 1901 and 2100: | Series members 17–27 occur between 1901 and 2100: |
| 17                                                | 18                                                | 19                                                |
| ------------------------------------------------- | ------------------------------------------------- | ------------------------------------------------- |
| April 6, 1913 [الإنجليزية]                        | April 18, 1931 [الإنجليزية]                       | April 28, 1949 [الإنجليزية]                       |
| 20                                                | 21                                                | 22                                                |
| May 9, 1967 [الإنجليزية]                          | May 19, 1985 [الإنجليزية]                         | كسوف الشمس 31 مايو 2003                           |
| 23                                                | 24                                                | 25                                                |
| كسوف الشمس في 10 يونيو 2021                       | كسوف الشمس 21 يونيو 2039                          | July 1, 2057 [الإنجليزية]                         |
| 26                                                | 27                                                |                                                   |
| كسوف الشمس 13 يوليو 2075                          | July 23, 2093 [الإنجليزية]                        |                                                   |

### سلسلة اينكس
هذا الكسوف هو جزء من دورة اينكس طويلة الأمد، يتكرر عند العقد المتناوبة كل 358 شهرًا سينوديًا (≈ 10571.95 يومًا، أو 29 عامًا ناقص 20 يومًا). مظهره وخط طوله غير منتظمين بسبب عدم التزامهما مع الشهر غير الطبيعي (فترة الحضيض). ومع ذلك فإن مجموعات 3 دورات اينكس (87 سنة ناقص شهرين) تقترب (≈ 1،151.02 شهرًا غير طبيعي)، لذا فإن الكسوف متشابه في هذه المجموعات.
| أعضاء سلسلة Inex بين عامي 1901 و 2100:        | أعضاء سلسلة Inex بين عامي 1901 و 2100:        | أعضاء سلسلة Inex بين عامي 1901 و 2100:       |
| --------------------------------------------- | --------------------------------------------- | -------------------------------------------- |
| </img> </br>11 نوفمبر 1901 </br> (ساروس 141)  | </img> </br> 21 أكتوبر 1930 </br> (ساروس 142) | </img> </br> 2 أكتوبر 1959 </br> (ساروس 143) |
| </img> </br> 11 سبتمبر 1988 </br> (ساروس 144) | </img> </br> 21 أغسطس 2017 </br> (ساروس 145)  | </img> </br> 2 أغسطس 2046 </br> (ساروس 146)  |
| </img> </br> 13 يوليو 2075 </br> (ساروس 147)  |                                               |                                              |

### سلسلة ميتونيك
تكرر سلسلة ميتونيك الكسوف كل 19 عامًا (6939.69 يومًا)، وتستمر حوالي 5 دورات. يحدث الكسوف في نفس تاريخ التقويم تقريبًا. بالإضافة إلى ذلك تكرر سلسلة اوكتون الفرعية 1/5 هذه المدة أو كل 3.8 سنوات (1387.94 يومًا). تحدث جميع الكسوفات في هذا الجدول عند العقدة الصاعدة للقمر.
| 21 حدثًا من أحداث الكسوف ، تتقدم من الجنوب إلى الشمال بين 13 يوليو 2018 و 12 يوليو 2094 | 21 حدثًا من أحداث الكسوف ، تتقدم من الجنوب إلى الشمال بين 13 يوليو 2018 و 12 يوليو 2094 | 21 حدثًا من أحداث الكسوف ، تتقدم من الجنوب إلى الشمال بين 13 يوليو 2018 و 12 يوليو 2094 | 21 حدثًا من أحداث الكسوف ، تتقدم من الجنوب إلى الشمال بين 13 يوليو 2018 و 12 يوليو 2094 | 21 حدثًا من أحداث الكسوف ، تتقدم من الجنوب إلى الشمال بين 13 يوليو 2018 و 12 يوليو 2094 |
| 12-13 يوليو                                                                            | 30 أبريل - 1 مايو                                                                      | من 16 إلى 17 فبراير                                                                    | 5-6 ديسمبر                                                                             | من 22 إلى 23 سبتمبر                                                                    |
| 117                                                                                    | 119                                                                                    | 121                                                                                    | 123                                                                                    | 125                                                                                    |
| -------------------------------------------------------------------------------------- | -------------------------------------------------------------------------------------- | -------------------------------------------------------------------------------------- | -------------------------------------------------------------------------------------- | -------------------------------------------------------------------------------------- |
| </img> </br> 13 يوليو 2018                                                             | </img> </br> 30 أبريل 2022                                                             | </img> </br> 17 فبراير 2026                                                            | </img> </br> 5 ديسمبر 2029                                                             | </img> </br> 23 سبتمبر 2033                                                            |
| 127                                                                                    | 129                                                                                    | 131                                                                                    | 133                                                                                    | 135                                                                                    |
| </img> </br> 13 يوليو 2037                                                             | </img> </br> 30 أبريل 2041                                                             | </img> </br> 16 فبراير 2045                                                            | </img> </br> 5 ديسمبر 2048                                                             | </img> </br> 22 سبتمبر 2052                                                            |
| 137                                                                                    | 139                                                                                    | 141                                                                                    | 143                                                                                    | 145                                                                                    |
| </img> </br> 12 يوليو 2056                                                             | </img> </br> 30 أبريل 2060                                                             | </img> </br> 17 فبراير 2064                                                            | </img> </br> 6 ديسمبر 2067                                                             | </img> </br> 23 سبتمبر 2071                                                            |
| 147                                                                                    | 149                                                                                    | 151                                                                                    | 153                                                                                    | 155                                                                                    |
| </img> </br> 13 يوليو 2075                                                             | </img> </br> 1 مايو 2079                                                               | </img> </br> 16 فبراير 2083                                                            | </img> </br> 6 ديسمبر 2086                                                             | </img> </br> 23 سبتمبر 2090                                                            |
| 157                                                                                    |                                                                                        |                                                                                        |                                                                                        |                                                                                        |
| </img> </br> 12 يوليو 2094                                                             |                                                                                        |                                                                                        |                                                                                        |                                                                                        |

## الروابط الخارجية
قالب:Solar eclipse NASA reference